# Loreen
Lorine Zineb Nora Talhaoui  (művésznevén Loreen, Stockholm, 1983. október 16. –) marokkói berber származású svéd énekesnő és zenei producer. Loreen képviselte Svédországot a 2012-es Eurovíziós Dalfesztiválon, Bakuban a Euphoria című dalával és végül megnyerte a versenyt, ezzel megszerezte Svédország ötödik győzelmét a dalfesztivál történelmében. 2023-ban ismét ő képviselte Svédországot a liverpooli Eurovízión, Tattoo című dalával és végül ismételten megnyerte a versenyt, ezzel megszerezte Svédország hetedik győzelmét a dalfesztivál történelmében.

## Gyermekkor
Loreen 1983. október 16-án született Stockholmban marokkói berber szülők gyermekeként. A család a lány születése után nem sokkal Västeråsba költözött, az énekesnő itt nőtt fel, itt végezte iskoláit is, így Västerås-t nevezi meg szülővárosának.

## Pályafutása
Loreen 2004-ben mutatkozott be a Svédországban, amikor részt vett – még Lorén Talhaoui nevén – a TV4 televíziócsatorna Idol című tehetségkutató műsorában. A versenyből az ötödik héten esett ki, így összesítésben a negyedik helyen végzett. Az Idolt követően, 2005-ben The Snake címmel megjelent első kislemeze a Rob’n’Raz nevű zenei duó közreműködésével. Ugyanebben az évben a TV400 csatorna Lyssna című műsorát vezette. Ezután leginkább valóságshow-k szerkesztőjeként dolgozott – TV3: Värsta pojkvänsakademin, TV4: Matakuten, SVT: Frufritt.

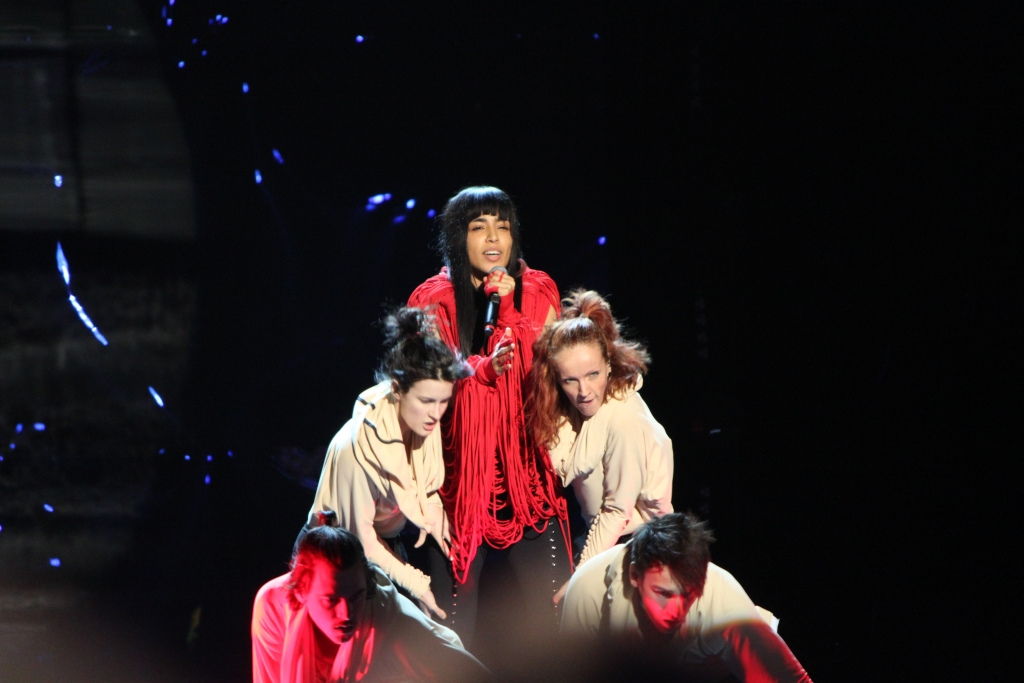
Loreen a 2011-es Melodifestivalen második elődöntőjében

Loreen 2011-ben tért vissza a közönség elé, amikor elindult az Eurovíziós Dalfesztivál svéd nemzeti válogatójában, a Melodifestivalenen a My Heart Is Refusing Me című dalával, amit Moh Denebivel és Björn Djupströmmel szerzett. Az énekesnő ekkor vette fel a Loreen művésznevet. A dalt először a Göteborgban rendezett második válogatóban adta elő, ahol az a negyedik helyen végzett, így továbbjutott a verseny második esély fordulójába, ahonnan viszont már nem sikerült kvalifikálnia magát a döntőbe. A kiesés után, a dal március 11-én jelent meg hivatalosan Svédországban, és a svéd kislemezlista kilencedik helyén debütált.

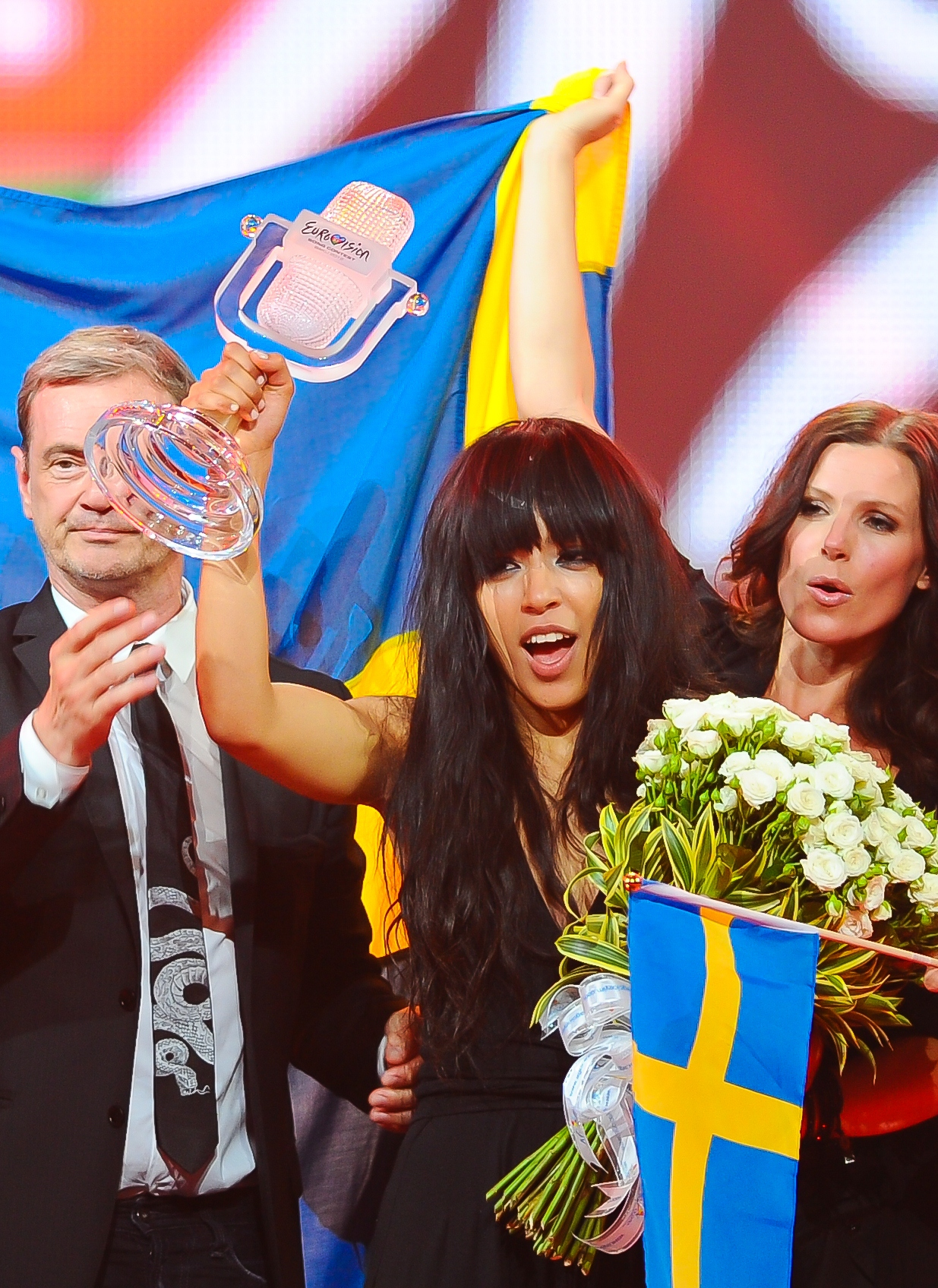
Loreen a 2012-es Eurovíziós Dalfesztivál győztesének járó trófeával

Egy évvel később, 2012-ben ismét elindult az eurovíziós nemzeti válogatóban a Euphoria című dalával, melyet Thomas G:son és Peter Boström szerzett neki. A dal a växjöi első válogatóból az első helyen jutott tovább a március 10-én rendezett stockholmi döntőbe, ahol az énekesnő összesen 268 ponttal megnyerte a versenyt és így ő képviselhette Svédországot a 2012-es Eurovíziós Dalfesztiválon Azerbajdzsán fővárosában, Bakuban.
Az Eurovíziós Dalfesztiválon a dalt először a második elődöntőben adta elő, ahonnan az első helyen jutott be a május 26-i döntőbe. A döntőben az énekesnő fellépési sorrendeben a tizenhetedikként állt színpadra. A Euphoria című dal végül megnyerte a dalfesztivált 372 ponttal, ami– a norvég Alexander Rybak Fairytale című 2009-es dala után – a második legmagasabb pontszám volt amivel egy dal nyerni tudott a verseny addigi történetében. 18 országtól a maximális 12 pontot kapta meg, amivel szintén megdöntötte az addigi rekordot. A dalt a fogadóirodák a verseny előtt a legesélyesebbnek tartották a végső győzelemre. Svédország ezzel ötödik győzelmét aratta a versenyen, valamint a 2013-as Eurovíziós Dalfesztivál rendezési jogát is elnyerte.
2012. június 3-án a Euphoria a harmadik helyen debütált a brit kislemezlistán, ez volt a legmagasabb pozíció amit egy nem brit eurovíziós dal el tudott érni a listán Johnny Logan 1987-es Hold Me Now című dala óta. A kislemezt az Egyesült Királyságban a megjelenés hetén több, mint hatvanezren töltötték le. Az énekesnő első albumának címét 2012 augusztusában jelentették be. A Heal című lemez október 24-én jelent meg és a megjelenés utáni héten már dupla platina minősítést kapott Svédországban. Az album  promóciós körútja keretin belül Loreen több európai tévéműsorban fellépett: a lengyel Must Be the Music című tehetségkutató műsorban 2012. október 21-én, a román X Factorban november 18-án és a holland The Voice harmadik évadjának döntőjében december 14-én.

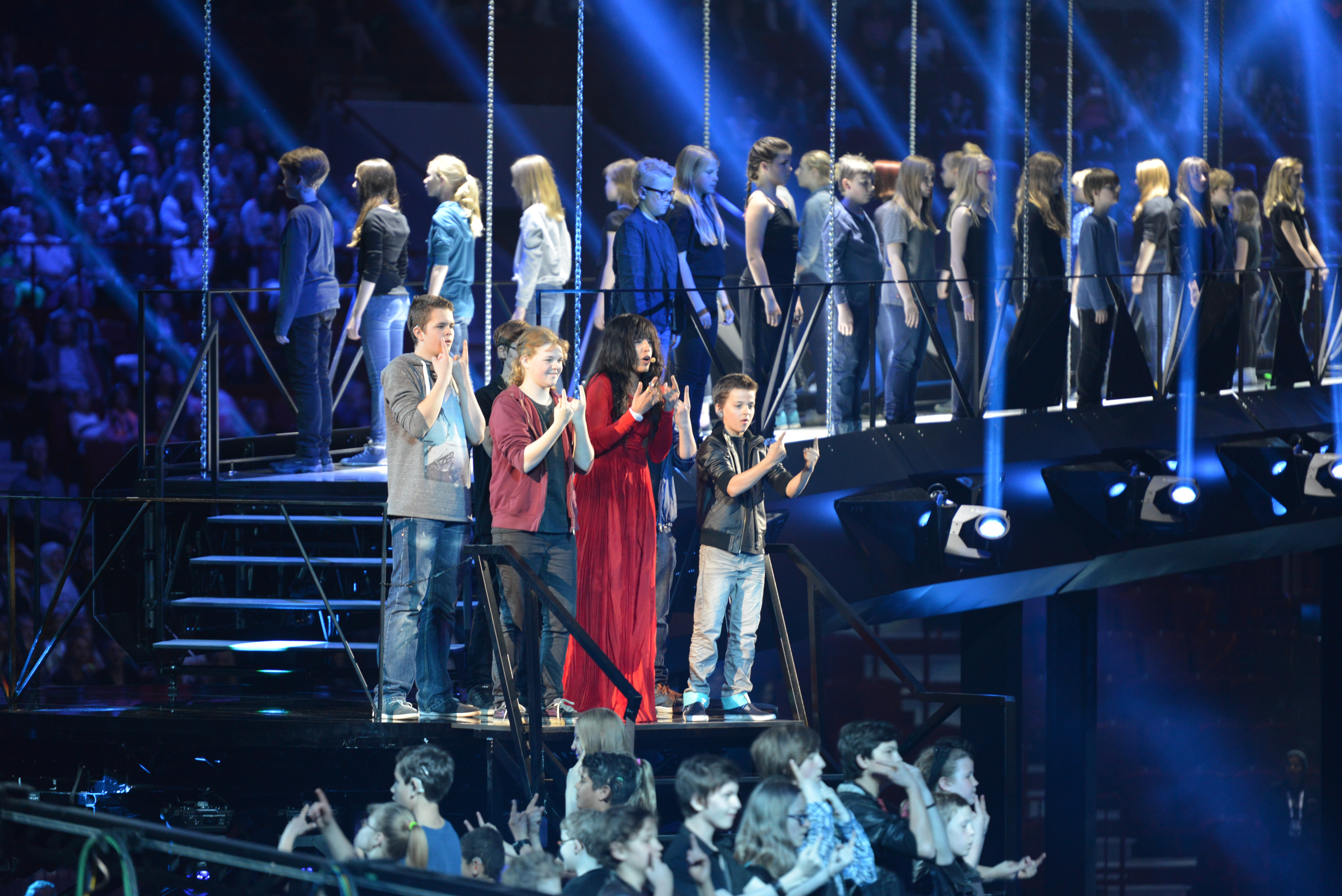
Loreen a 2013-as Eurovíziós Dalfesztivál első elődöntőjén

2013. március 12-én a Melodifestivalen döntőjében egy új formában adta elő a 2012-es győztes dalát egy gyerekkórussal és jelnyelvi kísérettel. A produkciót később a 2013-as Eurovíziós Dalfesztivál első elődöntő nyitányaként is előadták. Emellett az énekesnő a dalfesztivál döntőjében előadta a We Got the Power, a My Heart Is Refusing Me és a Euphoria című dalait is.
Loreen 2013-ban és 2014-ben is folytatta a turnéját. 2015 márciusában jelent meg második albumának címadó dala, a Paper Light (Higher). A dalt március 7-én a Melodifestivalen második esély fordulójában élőben is bemutatta.
2015. március 31-én Loreen is fellépett az Eurovíziós Dalfesztivál hatvanadik évfordulójára rendezett Az Eurovíziós Dalfesztivál legnagyobb slágerei című gálaműsor felvételén, Londonban.

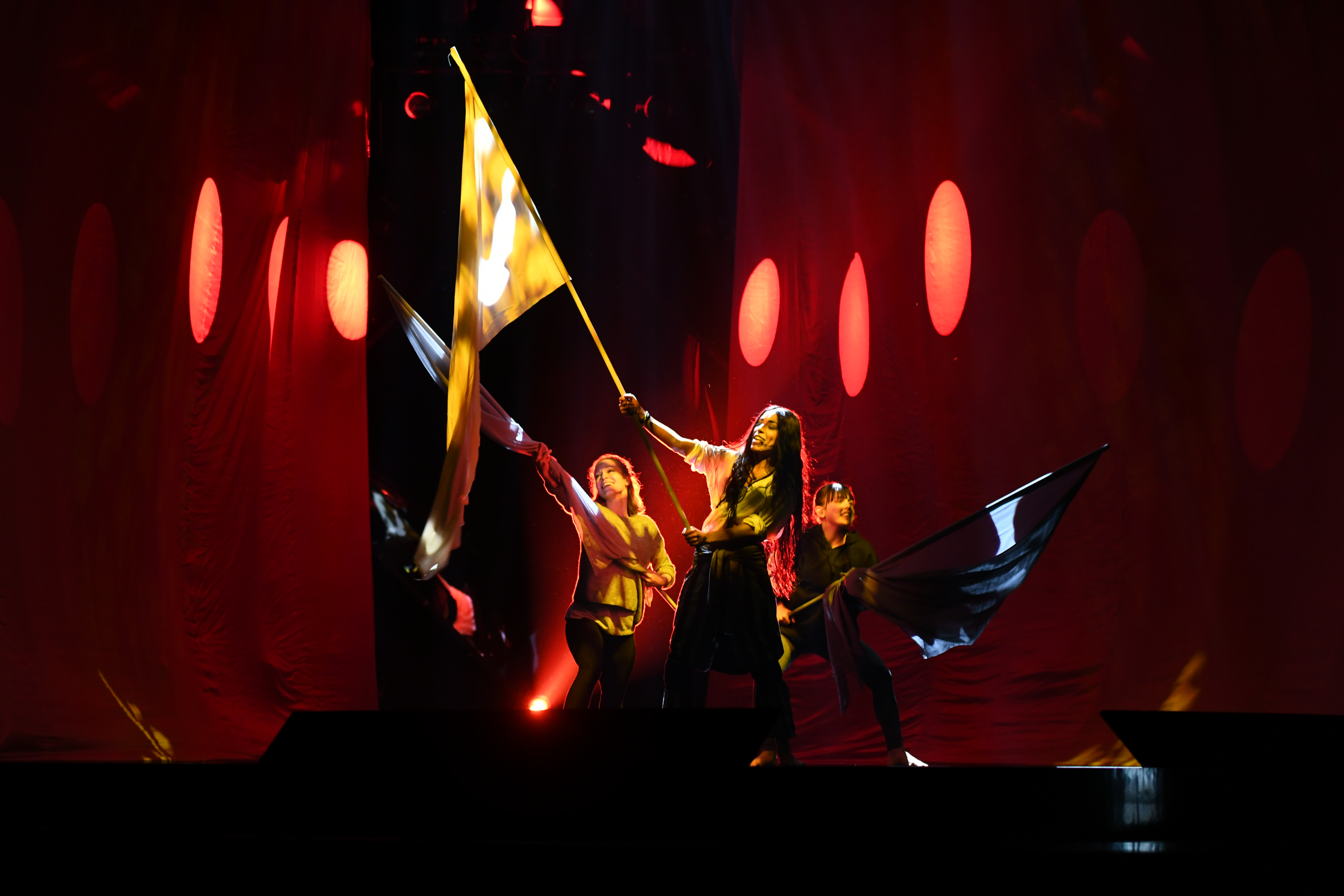
Loreen a 2017-es Melodifestivalen második esély fordulójában

2016. november 30-án az SVT bejelentette, hogy a 2017-es Melodifestivalen mezőnyébe bejutott az énekesnő Statements című dalával. A dalt a negyedik válogatóban adta elő először, ahonnan a második esély fordulóba jutott tovább, onnan viszont nem sikerült bekerülnie a döntős mezőnybe. 2017. július 14-én bemutatta a Body című dalt, ami a Nude című EP előfutára volt. 
A Melodifestivalen Hall of Fame-be való bekerülésének megünneplésére 2020. február 29-én Loreen előadta a válogató második esély fordulójának vendégeként a Fiction Feels Good című produkciót, amely az addigi melodifestivalenes dalainak egy újragondolt egyvelege volt. 2020 júniusában egy cameo erejéig szerepelt David Dobkin Eurovíziós Dalfesztivál: A Fire Saga története című filmjében más Eurovízió-győztesekkel együtt. 2020. április 30-án bejelentették, hogy Loreen csatlakozik a „Så mycket bättre” című svéd tévéműsorhoz, amelyet ősszel sugároztak. Későbbi szt is bejelentették, hogy részt vesz a Netflix 2021. szeptember 8-án bemutatásra kerülő JJ+E című filmjében, amelyben Mariát, a főszereplő anyját alakította.
2021 márciusában Loreen kiadta első saját maga által írt svéd nyelvű kislemezét, a Sötvattentårar-t, mely arról szól, hogy "van valami szép a sírásban és a nehéz időszakokban is". A nyáron svédországi turnéra indult.

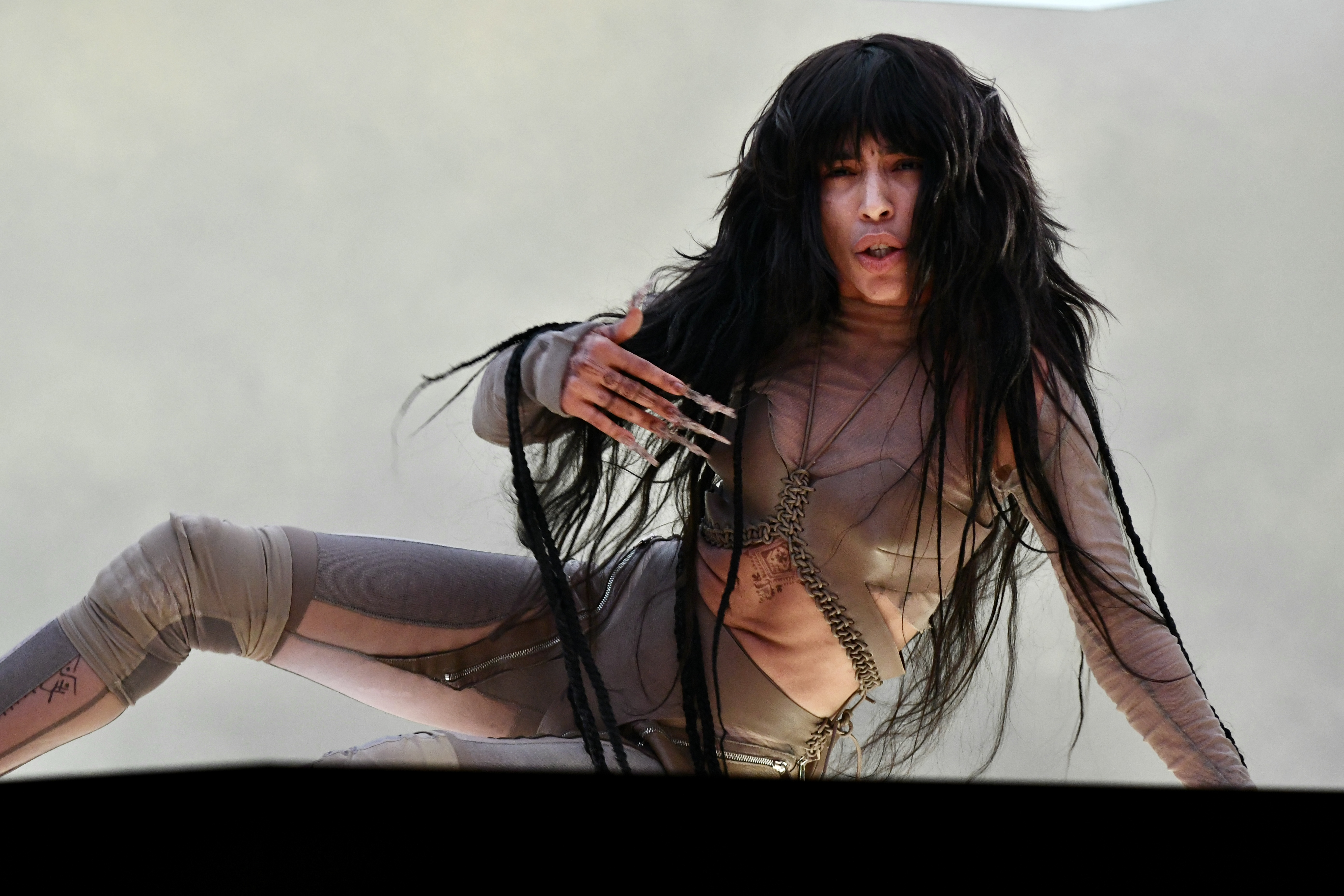
Loreen a 2023-as Melodifestivalen negyedik elődöntőjében

2022. november 30-án jelentették be, hogy az énekesnő negyedik alkalommal is versenyzője a következő évi Melodifestivalennek, Tattoo című dalával. A dalt először a február 21-i negyedik válogatóban adta elő, amit Malmőben rendeztek. A produkcióját egy környezetvédő aktivista félbeszakította, emiatt újból elő kellett adnia a versenydalát. Ettől függetlenül a szavazáson első helyen jutott tovább a március 11-i döntőbe, ahol a nemzetközi zsűri és a nézők szavazatai alapján megnyerte a válogatóműsort, így 2012 után másodjára képviselheti hazáját az Eurovíziós Dalfesztiválon. A Melodifestivalen történelmében ez volt a nyolcadik alkalom, hogy egy korábbi győztes újra megnyerte a műsort. Először a május 9-én rendezett első elődöntőben versenyzett, ahonnan továbbjutott a május 13-i döntőbe, és megszerezte Svédország hetedik győzelmét a dalfesztiválon, így ezzel ő lett a második előadó, aki kétszer is meg tudta nyerni a versenyt.

## Magánélet
Biszexualitását 2017-ben vállalta fel nyilvánosan, 2021 márciusában jelentette be, hogy együtt él egy férfivel.

## Diszkográfia

### Albumok
| Cím  | Részletek                                                                          | Slágerlistás helyezés | Slágerlistás helyezés | Slágerlistás helyezés | Slágerlistás helyezés | Slágerlistás helyezés | Slágerlistás helyezés | Slágerlistás helyezés | Slágerlistás helyezés | Slágerlistás helyezés | Slágerlistás helyezés | Minősítések           |
| Cím  | Részletek                                                                          | SWE                   | AUT                   | BEL (Fl)              | DEN                   | FIN                   | GER                   | NLD                   | NOR                   | SWI                   | UK                    | Minősítések           |
| ---- | ---------------------------------------------------------------------------------- | --------------------- | --------------------- | --------------------- | --------------------- | --------------------- | --------------------- | --------------------- | --------------------- | --------------------- | --------------------- | --------------------- |
| Heal | - Megjelenés: 2012. október 22. - Kiadó: Warner - Formátum: CD, Digitális Letöltés | 1                     | 26                    | 21                    | 12                    | 6                     | 16                    | 16                    | 6                     | 7                     | 71                    | - GLF: 2x-es Platinum |
| Ride | - Megjelenés: 2017. november 24. - Kiadó: BMG - Formátum: CD, Digitális Letöltés   | 31                    | —                     | —                     | —                     | —                     | —                     | —                     | —                     | —                     | —                     |                       |

### Középlemezek
| Cím  | Részletek                                                                                 |
| ---- | ----------------------------------------------------------------------------------------- |
| Nude | - Megjelenés: 2017. augusztus 25. - Kiadó: BMG Scandinavia - Formátum: Digitális Letöltés |

### Kislemezek
| Cím                                 | Év   | Slágerlistás helyezés | Slágerlistás helyezés | Slágerlistás helyezés | Slágerlistás helyezés | Slágerlistás helyezés | Slágerlistás helyezés | Slágerlistás helyezés | Slágerlistás helyezés | Slágerlistás helyezés | Slágerlistás helyezés | Minősítések | Album                  |
| Cím                                 | Év   | SWE                   | AUT                   | BEL (Fl)              | FIN                   | GER                   | IRE                   | NLD                   | SPA                   | SWI                   | UK                    | Minősítések | Album                  |
| ----------------------------------- | ---- | --------------------- | --------------------- | --------------------- | --------------------- | --------------------- | --------------------- | --------------------- | --------------------- | --------------------- | --------------------- | --- | ---------------------- |
| My Heart Is Refusing Me             | 2011 | 9                     | 37                    | 23                    | —                     | 11                    | —                     | 15                    | 41                    | 18                    | —                     | - GLF: 2×-es Platina | Heal                   |
| Sober                               | 2011 | 26                    | —                     | —                     | —                     | 47                    | —                     | 26                    | —                     | 32                    | —                     | - GLF: Platina | Heal                   |
| Euphoria                            | 2012 | 1                     | 1                     | 1                     | 1                     | 1                     | 1                     | 1                     | 2                     | 1                     | 3                     | - GLF: 10×-es Platina - BEA: Arany - BPI: Ezüst - BVMI: Platina - IFPI AUT: Platina - IFPI DEN: Platina - IFPI FIN: Platina - IFPI SWI: 2×-es Platina - PROMUSICAE: Platina | Heal                   |
| Crying Out Your Name                | 2012 | 19                    | —                     | 24                    | 37                    | —                     | 70                    | —                     | 24                    | 46                    | —                     | | Heal                   |
| In My Head                          | 2013 | 15                    | 37                    | —                     | —                     | 46                    | —                     | —                     | 27                    | —                     | —                     | | Heal                   |
| We Got the Power                    | 2013 | 52                    | —                     | 113                   | 24                    | —                     | 98                    | —                     | —                     | 70                    | —                     | - GLF: Arany | Heal                   |
| Paper Light (Higher)                | 2015 | 25                    | 31                    | 19                    | —                     | 67                    | —                     | —                     | 43                    | 51                    | —                     | | Nem jelent meg albumon |
| I'm In It with You                  | 2015 | —                     | 36                    | —                     | —                     | —                     | 62                    | —                     | —                     | —                     | —                     | | Nem jelent meg albumon |
| Under ytan                          | 2015 | 67                    | —                     | —                     | —                     | —                     | —                     | —                     | —                     | —                     | —                     | | Nem jelent meg albumon |
| Statements                          | 2017 | 13                    | —                     | —                     | —                     | —                     | —                     | —                     | —                     | —                     | —                     | | Melodifestivalen 2017  |
| Body                                | 2017 | —                     | —                     | —                     | —                     | —                     | —                     | —                     | —                     | —                     | —                     | | Nude                   |
| Jungle (Elliphant közreműködésével) | 2017 | —                     | —                     | —                     | —                     | —                     | —                     | —                     | —                     | —                     | —                     | | Nude                   |
| '71 Charger                         | 2017 | —                     | —                     | —                     | —                     | —                     | —                     | —                     | —                     | —                     | —                     | | Ride                   |
| Hate The Way I Love You             | 2017 | —                     | —                     | —                     | —                     | —                     | —                     | —                     | —                     | —                     | —                     | | Ride                   |
| Ride                                | 2017 | —                     | —                     | —                     | —                     | —                     | —                     | —                     | —                     | —                     | —                     | | Ride                   |
| Walk with Me                        | 2019 | —                     | —                     | —                     | —                     | —                     | —                     | —                     | —                     | —                     | —                     | | Nem jelent meg albumon |
| Fiction Feels Good                  | 2020 | —                     | —                     | —                     | —                     | —                     | —                     | —                     | —                     | —                     | —                     | | Nem jelent meg albumon |
| Sötvattentårar                      | 2021 | —                     | —                     | —                     | —                     | —                     | —                     | —                     | —                     | —                     | —                     | | Nem jelent meg albumon |
| Neon Lights                         | 2022 | —                     | —                     | —                     | —                     | —                     | —                     | —                     | —                     | —                     | —                     | | Nem jelent meg albumon |
| Tattoo                              | 2023 | 1                     | 1                     | 1                     | 3                     | 7                     | 3                     | 1                     | 2                     | 22                    | 2                     | - GLF: 2× Platina - BEA: Platina - BPI: Ezüst - PROMUSICAE: Arany - IFPI SWI: Arany                                                                                         | Nem jelent meg albumon |
| Is It Love                          | 2023 |                       |                       |                       |                       |                       |                       |                       |                       |                       |                       | | Nem jelent meg albumon |
| Forever                             | 2024 | —                     | —                     | —                     | —                     | —                     | —                     | —                     | —                     | —                     | —                     | | Nem jelent meg albumon |

#### Közreműködő előadóként
| Cím                                             | Év   | Album                    |
| ----------------------------------------------- | ---- | ------------------------ |
| Vill ha dig (Freestyle közreműködésével)        | 2004 | Det bästa från Idol 2004 |
| The Snake (Rob'n'Raz közreműködésével)          | 2005 | Nem jelent meg albumon   |
| Requiem Solution (Kleerup Kleerup feat. Loreen) | 2013 | Nem jelent meg albumon   |
| Son (Ingá-Máret Gaup-Juuso közreműködésével)    | 2014 | Nem jelent meg albumon   |
| Get Into It (Boston Bun feat. Loreen)           | 2016 | Nem jelent meg albumon   |

#### Promociós kislemezek
| Cím                 | Év   | Album |
| ------------------- | ---- | ----- |
| Heal (feat. Blanks) | 2013 | Heal  |

### Videóklipek
| Dal                     | Év   | Rendező             |
| ----------------------- | ---- | ------------------- |
| Euphoria                | 2012 | Marcus Söderlund    |
| Heal (feat. Blanks)     | 2013 | Robin Kempe-Bergman |
| We Got the Power        | 2013 | Loreen              |
| My Heart Is Refusing Me | 2013 | Liza Minou Morberg  |
| Paper Light (Revisited) | 2015 | Charli Ljung        |
| I'm In It With You      | 2015 | Emma Hvengaard      |
| Nude                    | 2017 | N/A                 |
| 71 Charger              | 2017 | Johan Lindeberg     |
| Hate the Way I Love You | 2017 | Johan Lindeberg     |